# UniPro
UniPro es una empresa de fabricación de microprocesadores rusa fundada en 1992 entre la empresa estadounidense Sun Microsystems y 16 ingenieros 
e investigadores del Instituto de Mecánica de Precisión e Ingeniería Informática SA Lebedev (ITM TC) de Moscú. Tiene su sede en la ciudad de Novosibirsk en Óblast de Novosibirsk en el Distrito Federal de Siberia. 
Desde su fundación ha realizado más de 60 proyectos  en una amplia gama de tecnologías y servicios que garantizan en la historia de investigación y fabricación de los ingenieros y científicos soviéticos y rusos. La mayoría del personal de UniPro proviene de  la Universidad Estatal de Novosibirsk y la Universidad Técnica Estatal de Novosibirsk realizando prácticas en la empresa mientras realizan sus estudios universitarios.

## Historia
En 1991 la Unión de Repúblicas Socialistas Soviéticas deja de existir como estado. El principal centro de investigación y desarrollo de técnicas y tecnología informática, el Instituto de Mecánica de Precisión e Ingeniería Informática SA Lebedev (ITM TC) de Moscú, donde se habían desarrollado y creado los potentes y pioneros ordenadores y computadoras soviéticas como la serie BESM o  Elbrus entra en un nuevo periodo. Un año después, 1992, 16 de sus ingenieros aliados con la empresa estadounidense Sun Microsystems crean UniPro.
En 1994 llegan a acuerdos con la empresa estadounidense EnergyLine Inc. comenzando un proyecto de investigación en hardware embebido de tiempo real del sistema operativo. En ese año la empresa llega a los 40 trabajadores.
En el año 2001 la plantilla llega a las 130 trabajadores y se alcanza un acuerdo de colaboración con la empresa, también estadounidense, iSpheres Inc. dedicando a 10 ingenieros a un desarrollo conjunto de pruebas de control de calidad. El año siguiente se crea  SibAkademSoft, Asociación Siberiana de fabricantes de software, con la participación activa de UniPro presidiendo la misma Ivan Golosof, miembro de UniPro.
En 2003 llega a las 180 trabajadores tomando relevancia entre las empresas informáticas rusas, manteniendo 11 equipos de trabajo (que ocupan a 11o personas) en proyectos en colaboración con Sun Microsystems y llegando a lanzar al mercado productos propios.
En el año 2004 se desarrolla y comercializa  productos de software para bioinformática (Unipro GenomeBrowser y DPview Unipro) que se desarrollan en colaboración del Instituto de Citología y Genética y la asociación "Vektor". Comenzándose a desarrollar Unipro TruStudio, software basado en la plataforma Eclipse.
Se alcanza un acuerdo con Intel y parte del personal de UniPro pasa a trabajar a esa empresa. Un año después se comienza a poner en marcha los programas de software Unipro GenomeBrowser, Unipro TruStudio y  USMProLib.
En el año 2006 la empresa se encuentra totalmente establecida con líneas de investigación y producción en desarrollo especialmente en biotecnología y bioinformática.